# Макумбу, Род
Род Макумбу (фр. Rhode Makoumbou; род. 29 августа 1976, Республика Конго) — конголезская художница. Работает в жанрах масляной живописи и скульптуры, выставляется в разных странах мира. Работает в Брюсселе и Браззавиле. В 2012 году завоевала Гран-при искусств и была награждена грамотой президента Республики Конго, а в следующем году стала офицером Ордена конголезской преданности.

## Карьера
Родилась 29 августа 1976 года в Браззавиле, Республика Конго, в семье художника Давида Макумбу. Занимается творчеством с 1989 года, изначально создавая картины маслом, с помощью ножа. Эти работы считаются ярко выраженными африканскими, но с элементами реализма, экспрессионизма и кубизма. С 2002 года она также занимается скульптурой, создавая фигуры из опилок и животного клея на металлическом каркасе. Как правило, это изображения умирающих африканских сельских ремёсел, и некоторые из них достигают высоты 3 метров.
Работы были представлены на более чем 230 выставках по всему миру. В 2012 году получила Гран-при искусств и грамоту президента Республики Конго. Затем переехала в Брюссель, Бельгия. Президент Республики Конго Дени Сассу-Нгессо назначил её офицером Ордена конголезской преданности на церемонии открытии Панафриканского музыкального фестиваля 13 июля 2013 года. Эта награда была вручена за её художественные способности и работу по популяризации конголезского искусства во всём мире.
В ноябре 2017 года экспериментировала с причёсками, создавая традиционные и современные укладки для моделей, представленных на Неделе моды Ethno Tendance в Брюсселе. Проводит мастер-классы в Брюсселе и Браззавиле.